# Referendum na Białorusi w 2004 roku
Referendum na Białorusi w 2004 roku – referendum konstytucyjne przeprowadzone w dniu 17 października 2004 roku. Było to trzecie referendum ogólnopaństwowe w niepodległej Białorusi.

## Przyczyny

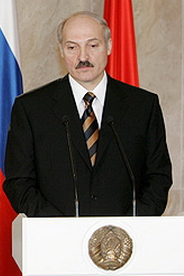
Alaksandr Łukaszenka (2007)

W 1994 roku odbyły się pierwsze wybory prezydenckie, w których zwyciężył Alaksandr Łukaszenka. Zgodnie z obowiązującym prawem jego kadencja miała wygasnąć w 1999 roku, jednak Łukaszenka i jego zwolennicy twierdzili, że w związku z wejściem w życie zmian Konstytucji Białorusi przyjętych na podstawie referendum z 1996 roku kadencję powinno się liczyć od czasu wejścia w życie zmian w ustawie zasadniczej (do 2001 roku). Według obowiązującego prawa, prezydent mógł sprawować swój urząd maksymalnie przez dwie kadencje. 7 września 2004 roku (w dzień żałoby po ofiarach ataku terrorystycznego na szkołę w Biesłanie) Łukaszenka podpisał dekret w sprawie organizacji referendum ogólnopaństwowego. W referendum Białorusini odpowiadali na jedno pytanie:

Czy pozwala Pan/Pani pierwszemu Prezydentowi Republiki Białorusi A.G. Łukaszence uczestniczyć w charakterze kandydata w wyborach na stanowisko Prezydenta Republiki Białorusi i czy akceptujesz pierwszą część art. 81 Konstytucji Republiki Białorusi w następującym brzmieniu: „Prezydent jest wybierany na okres 5 lat bezpośrednio przez obywateli Republiki Białorusi na podstawie powszechnego, wolnego, równego i bezpośredniego prawa wyborczego”?

Referendum odbyło się tego samego dnia, co wybory parlamentarne.

## Wyniki referendum
Liczba osób uprawnionych od udziału w referendum wyniosła 6 986 163. W referendum wzięło udział 6 307 395 osób (frekwencja: 90,28%). Za odpowiedziało 5 548 477 osób (87,97%), przeciw 691 917 (10,97%). Liczba głosów nieważnych wyniosła 67 001 (1,06%).

## Kontrowersje
Pytanie referendalne było sprzeczne z obowiązującymi na Białorusi przepisami. Pytanie referendalne, choć sformułowane w formie jednego pytania, w rzeczywistości było zdaniem złożonym składającym się z dwóch pytań: o udział Łukaszenki w wyborach prezydenckich oraz na zmianę artykułu 81. Konstytucji Białorusi. Na pytanie referendalne można było odpowiedzieć na trzy sposoby: dwa razy na tak, dwa razy na nie lub też na pierwsze pytanie nie, a na drugie tak. W przypadku zagłosowania za ponownym startem Łukaszenki w wyborach przy niezgodzie na zmianę art. 81 Konstytucji Białorusi konieczna byłaby nowelizacja Konstytucji, czyli opcja ta była tożsama z pierwszą.
Zgodnie z artykułem 112 Konstytucji przedmiotem referendum nie mogą być sprawy związane z wyborem i dymisją prezydenta. Referendum z 2004 roku naruszyło prawo. Mimo to zmiana w Konstytucji weszły w życie.
Opozycja stwierdziła, że oficjalny wynik referendum sfałszowano, powołując się na dane pochodzące z sondażu Instytutu Gallupa. Instytut wskazał, że za zmianą Konstytucji opowiedziało się 48,1% uprawnionych, czyli o niecałe 2% za mało, by zmiana prawa mogła wejść w życie. Zwracano uwagę, że 14% uprawnionych zagłosowało przed terminem. W dniu referendum miały miejsce protesty wyborcze, w których wzięło udział ok. 5000 osób. Niemal natychmiast po rozpoczęciu protestu milicja rozpędziła uczestników.
Organizacja Bezpieczeństwa i Współpracy w Europie (OBWE) oceniło, że zarówno referendum, jak i odbywające się tego samego dnia wybory parlamentarne nie spełniły norm demokratycznych. OBWE skrytykowały: odmowę zarejestrowania wielu kandydatów na listach wyborczych, tendencyjność państwowych środków masowego przekazu, naloty policji na komitety wyborcze oraz brak zasłoniętych kabin do głosowania w lokalach wyborczych. Przebieg referendum i wyborów parlamentarnych skrytykowała także Rada Europy i Rada Unii Europejskiej. 13 grudnia 2004 roku Rada Unii Europejskiej w stanowisku 2004/661/WPZiB podjęła decyzję o rozszerzeniu o kolejne dwa nazwiska listy osób nie mogących wjeżdżać na terytorium państw Unii Europejskiej (wcześniej na liście znajdowały się cztery osoby oskarżane o udział w porwaniu i prawdopodobnym zamordowaniu Juryja Zacharanki, Wiktara Hanczara, Anatola Krasouskiego i Dzmitryja Zawadskiego) z powodu sfałszowania wyborów i referendum na Białorusi w dniu 17 października 2004 roku oraz  poważnego naruszenia praw człowieka poprzez zwalczanie demonstracji pokojowych po wyborach i referendum.